# Fanny Gætje
Fanny Gætje (Kopenhagen, 1 september 1860 - onbekend) was een Deens zangeres, zangpedagoge en koordirigente.

## Achtergrond
Fanny Gætje werd geboren binnen het bakkersgezin van Jørgen Ferdinand Gætje (1817-1882) en Johanne Henriette Schroder (1825-1875). Haar broer Valdemar Gætje zou bestuurder worden van een bakkersgenootschap. Ze was niet voorbestemd om de muziek in te gaan, haar ouders waren er tegen. Als veertienjarige mocht ze dan eindelijk op zangles (hetgeen eigenlijk te laat is). Ze kreeg een grote loopbaan als muziekpedagoge tot aan de Eerste Wereldoorlog. In 1924 begon ze een pension aan Cap Martin aan de Côte d'Azur en verdween uit zicht.

## Muziek
Haar eerste lessen kwamen van Sophie Keller. In 1881 vond haar debuut plaats in het Christiansborg Slotkirke. Vervolgens mocht ze gaan studeren bij Professor Saint-Yves Bax. Vervolgens zong ze enige concerten. In 1887 maakte ze haar operadebuut als Ortrud in Lohengrin van Richard Wagner. Hoewel een getalenteerd mezzosopraan kwam een loopbaan als zangeres net van de grond; ze was daarvoor te bijziend.. Toch zou ze nog een aantal zangpartijen zijnegn in bijvoorbeeld de Negende symfonie van Ludwig van Beethoven of in Niels Gades Der Strom. In 1888 volgden nog een cantate van Johan Peter Emilius Hartmann en Elverskud van wederom Gade. Ze zong een cantate van Hartmann tijdens de opening van de grote concertzaal van Odd Fellow Palæet (Concertzaal Kopenhagen).
In 1888 opende ze samen met haar lerares de "Sang- og Musikkonservatorium for Damer", een conservatorium voor alleen vrouwen. Het maakte daarbij niet uit of het uiteindelijke doel een beroeps- of amateurzanger was. Het was een voortzetting van een opleiding die Albert Meyer al eerder in 1876 had opgericht, maar niet van de grond kwam. Het daaropcologende jaar vonden al de eerste examens plaats. Gætje ging verder pedagogie studeren in Berlijn. Er was in 1892 voldoende belangstelling om uit de leerlingen en leraren een dameskoor samen te stellen. Dat koor kwam onder Gætje leiding te staan en ze werd daarmee waarschijnlijk de eerste professionele koordirigente van Denemarken. Het koor groeide langzaam uit tot een gemengd koor, maar ze had ook al leiding gegeven aan aandere koren in de omgeving van Kopenhagen. Er volgden uitvoeringen in bijvoorbeeld de concertzaal van Tivoli. Ze trad als een ware autoriteit op zanggebied op, zowel in haar functie van dirigent als pedagoge. Ze stond er om bekend dat ze de leerlingen goed kon instrueren en dat ze ook de problemen begreep waarmee die worstelden. Ze schreef ook een boek over zingen: Syngøvelser for Damestemmer : Hefte I-II (Zangoefeningen voor damesstemmen).